# Ochiltree County
Das Ochiltree County ist ein County im Bundesstaat Texas der Vereinigten Staaten. Das U.S. Census Bureau hat bei der Volkszählung 2020 eine Einwohnerzahl von 10.015 ermittelt. Der Sitz der County-Verwaltung (County Seat) befindet sich in Perryton. Das County gehört zu den Dry Countys, was bedeutet, dass der Verkauf von Alkohol eingeschränkt oder verboten ist.

## Geographie
Das County liegt im Norden von Texas im Texas Panhandle, an der Grenze zu Oklahoma und hat eine Fläche von 2378 Quadratkilometern, wovon 1 Quadratkilometer Wasserfläche ist. Es grenzt im Uhrzeigersinn an folgende Countys: Texas County und Beaver County, beide in Oklahoma, Lipscomb County, Roberts County und Hansford County.

## Geschichte
Ochiltree County wurde am 21. August 1876 aus Teilen des Bexar County gebildet. Die Verwaltungsorganisation wurde am 21. Februar 1889 abgeschlossen. Benannt wurde es nach William Beck Ochiltree, Bezirksrichter, Finanzminister und Attorney General der Republik Texas. Später war er Abgeordneter der texanischen State Legislature und 1861 im provisorischen Kongress der Konföderierten Staaten von Amerika. Bis zum Jahr 1863 diente Ochiltree während des Sezessionskriegs als Oberst in der Infanterie der Confederate States Army.
Zwei Bauwerke und Stätten im County sind im National Register of Historic Places („Nationales Verzeichnis historischer Orte“; NRHP) eingetragen (Stand 29. November 2021), die Buried City Site (41OC1) und das Plainview Hardware Company Building.

## Demografische Daten
Nach der Volkszählung im Jahr 2000 lebten im Ochiltree County 9006 Menschen in 3261 Haushalten und 2488 Familien. Die Bevölkerungsdichte betrug 4 Einwohner pro Quadratkilometer. Ethnisch betrachtet setzte sich die Bevölkerung zusammen aus 86,2 weißer Bevölkerung, 0,13 Prozent Afroamerikanern, 0,94 Prozent amerikanischen Ureinwohnern, 0,39 Prozent Asiaten, 0,01 Prozent Bewohnern aus dem pazifischen Inselraum und 8,28 Prozent aus anderen ethnischen Gruppen; 2,40 Prozent stammten von zwei oder mehr Ethnien ab. 31,79 Prozent der Einwohner waren spanischer oder lateinamerikanischer Abstammung.
Von den 3261 Haushalten hatten 40,9 Prozent Kinder oder Jugendliche, die mit ihnen zusammen lebten. 64,0 Prozent waren verheiratete, zusammenlebende Paare 7,9 Prozent waren allein erziehende Mütter und 23,7 Prozent waren keine Familien. 21,0 Prozent waren Singlehaushalte und in 9,3 Prozent lebten Menschen im Alter von 65 Jahren oder darüber. Die durchschnittliche Haushaltsgröße betrug 2,74 und die durchschnittliche Familiengröße betrug 3,18 Personen.
30,6 Prozent der Bevölkerung war unter 18 Jahre alt, 8,4 Prozent zwischen 18 und 24, 28,7 Prozent zwischen 25 und 44, 20,7 Prozent zwischen 45 und 64 und 11,7 Prozent waren 65 Jahre alt oder älter. Das Durchschnittsalter betrug 34 Jahre. Auf 100 weibliche Personen kamen 99,8 männliche Personen und auf 100 Frauen im Alter von 18 Jahren oder darüber kamen 96,9 Männer.

Das jährliche Durchschnittseinkommen eines Haushalts betrug 38.013 US-Dollar, das Durchschnittseinkommen einer Familie betrug 45.565 USD. Männer hatten ein Durchschnittseinkommen von 31.558 USD, Frauen 19.890 USD. Das Pro-Kopf-Einkommen betrug 16.707. 13,0 Prozent der Einwohner 9,8 Prozent der Familien lebten unterhalb der Armutsgrenze.

## Orte im County
- Booker
- Farnsworth
- Huntoon
- Lord
- Perryton
- Twichell
- Waka